# Expletive Delighted
Expletive Delighted è un album dei Fairport Convention pubblicato nel 1986.

## Tracce
1. The Rutland Reel - Sack The Juggler – 3:18
2. The Cat On The Mixer - Three Left Feet – 3:35
3. Bankruptured – 3:03
4. Portmeirion – 5:20
5. Jams O'Donnell's Jigs – 2:46
6. Expletive Delighted – 1:54
7. Sigh Beg Sigh Mor – 7:16
8. Innstuck – 2:07
9. The Gas Almost Works – 1:56
10. Hanks For The Memory – 4:37